# Kanuslalom-Weltmeisterschaften 2014
Die Kanuslalom-Weltmeisterschaften 2014 fanden vom 17. bis 21. September 2014 auf dem Deep Creek Lake im US-amerikanischen Bundesstaat Maryland statt. Veranstaltet wurden die Weltmeisterschaften vom Internationalen Kanuverband (ICF).
Insgesamt wurden zehn Wettbewerbe ausgetragen, bei den Männern jeweils eine Einzel- und eine Mannschaftsentscheidung im Einer-Kajak K-1, Einer-Canadier C-1 und Zweier-Canadier C-2 und bei den Frauen eine Einzel- und Mannschaftsentscheidung im Einer-Kajak K-1 und im Einer-Canadier C-1.

## Ergebnisse

### Männer

#### Canadier
| Wettbewerb | Gold                                                                                              | Silber                                                                                              | Bronze                                                                                    |
| C-1        | Fabien Lefèvre                                                                                    | Benjamin Savšek                                                                                     | Franz Anton                                                                               |
| C-1 Team   | SlowakeiMichal Martikán Alexander Slafkovský Matej Beňuš                                          | TschechienJan Mašek Vítězslav Gebas Michal Jáně                                                     | SlowenienAnže Berčič Luka Božič Benjamin Savšek                                           |
| C-2        | SlowenienSašo Taljat Luka Božič                                                                   | FrankreichHugo Biso Pierre Picco                                                                    | SlowakeiLadislav Škantár Peter Škantár                                                    |
| C-2 Team   | FrankreichHugo Biso Pierre Picco Matthieu Péché Gauthier Klauss Nicolas Peschier Pierre Labarelle | SlowakeiPavol Hochschorner Peter Hochschorner Ladislav Škantár Peter Škantár Tomáš Kučera Ján Bátik | TschechienJakub Jáně Ondřej Karlovský Marek Šindler Jonáš Kašpar Jakub Vrzáň Tomáš Koplík |

#### Kajak
| Wettbewerb | Gold                                                    | Silber                                                | Bronze                                                            |
| K-1        | Boris Neveu                                             | Sébastien Combot                                      | Mathieu Biazizzo                                                  |
| K-1 Team   | FrankreichBoris Neveu Mathieu Biazizzo Sébastien Combot | TschechienVít Přindiš Vavřinec Hradilek Jiří Prskavec | Vereinigtes KönigreichThomas Brady Joseph Clarke Richard Hounslow |

### Frauen

#### Canadier
| Wettbewerb | Gold                                                      | Silber                                                             | Bronze                                             |
| C-1        | Jessica Fox                                               | Mallory Franklin                                                   | Oriane Rebours                                     |
| C-1 Team   | TschechienMartina Satková Monika Jančová Kateřina Hošková | Vereinigtes KönigreichEilidh Gibson Jasmine Royle Mallory Franklin | FrankreichLucie Baudu Oriane Rebours Caroline Loir |

#### Kajak
| Wettbewerb | Gold                                              | Silber                                                   | Bronze                                                  |
| K-1        | Jessica Fox                                       | Fiona Pennie                                             | Melanie Pfeifer                                         |
| K-1 Team   | FrankreichÉmilie Fer Nouria Newman Carole Bouzidi | ÖsterreichViktoria Wolfhardt Lisa Leitner Corinna Kuhnle | SlowakeiKristína Nevařilová Jana Dukátová Elena Kaliská |

## Medaillenspiegel
| Platz  | Land                   | Gold | Silber | Bronze | Gesamt |
| ------ | ---------------------- | ---- | ------ | ------ | ------ |
| 1      | Frankreich             | 4    | 2      | 3      | 9      |
| 2      | Australien             | 2    | —      | —      | 2      |
| 3      | Tschechien             | 1    | 2      | 1      | 4      |
| 4      | Slowakei               | 1    | 1      | 2      | 4      |
| 5      | Slowakei               | 1    | 1      | 1      | 3      |
| 6      | Vereinigte Staaten     | 1    | —      | —      | 1      |
| 7      | Vereinigtes Königreich | —    | 3      | 1      | 4      |
| 8      | Österreich             | —    | 1      | —      | 1      |
| 9      | Deutschland            | —    | —      | 2      | 2      |
| Gesamt | Gesamt                 | 10   | 10     | 10     | 30     |